# ريتشارد بيري
ريتشارد بيري (بالفرنسية: Richard Berry)‏ (و. 1950 – م) هو ممثل، ومخرج سينمائي، وكاتب سيناريو من فرنسا . ولد في باريس .

## التعليم
تعلم في المعهد الوطني العالي للفنون الدرامية ‏

## روابط خارجية
- ريتشارد بيري على موقع IMDb (الإنجليزية)
- ريتشارد بيري على موقع روتن توميتوز (الإنجليزية)
- ريتشارد بيري على موقع ألو سيني (الفرنسية)
- ريتشارد بيري على موقع ميوزك برينز (الإنجليزية)
- ريتشارد بيري على موقع أول موفي (الإنجليزية)
- ريتشارد بيري على موقع قاعدة بيانات الأفلام السويدية (السويدية)
- ريتشارد بيري على موقع ديسكوغز (الإنجليزية)
- ريتشارد بيري على موقع قاعدة بيانات الفيلم (الإنجليزية)
- ريتشارد بيري على موقع كينوبويسك (الروسية)